# چرنیگوفکا (شهرستان چیشمینسکی، باشقیرستان)
چرنیگوفکا (انگلیسی: Chernigovka, Chishminsky District, Republic of Bashkortostan) یک شهرک در شهرستان چیشمینسکی در استان باشقیرستان کشور روسیه است.